# Élisabeth-Jeanne de Veldenz
La comtesse Palatine Élisabeth-Jeanne de Veldenz (22 février 1653 à Lauterecken – 5 février 1718 à Mörchingen), est une comtesse Palatine de Veldenz par la naissance et par mariage comtesse de Salm-Kyrburg.

## Biographie
Élisabeth-Jeanne est une fille du comte palatin Léopold-Louis de Palatinat-Veldenz (1625-1694) et de sa femme Agathe-Christine de Hanau-Lichtenberg (1632-1681), la fille du comte Philippe Wolfgang de Hanau-Lichtenberg.
Elle épouse le 27 décembre 1669 Jean XI de Salm-Kyrbourg (1635-1688). Le mariage reste sans enfant. Après la mort de Jean en 1689, Élisabeth-Jeanne reçoit le château de Mörchingen et la seigneurie de Diemeringen et Helfingen comme son douaire. Après sa mort, le comté de Mörchingen a été revendiqué par les descendants de sexe féminin de Jean-Casimir de Deux-Ponts-Cleebourg et Georges Frederic de Salm-Kyrbourg. En 1729, un tribunal lotharingian a statué en leur faveur